# A Scientist in Wonderland
A Scientist in Wonderland: A Memoir of Searching for Truth and Finding Trouble (с англ. — «Учёный в стране чудес: Мемуары о поисках истины и поисках неприятностей») — научная автобиография Эдзарда Эрнста, опубликованная 12 января 2015 года.

## Содержание
Эрнст пишет о том, что в детстве был пациентом гомеопата, а позже — врачом-гомеопатом. Его сомнения по поводу этой практики альтернативной медицины в конечном итоге привели к отказу от неё, и он стал откровенным критиком гомеопатического метода лечения.

## Отзывы
Барбара Кизер из научного журнала Nature написала: «Такая яростно откровенная автобиография… это призыв к медицинской этике».
Робби Миллен из газеты The Times написал про книгу: «Довольно забавное, быстрое чтение… и это эффективное противоядие от глупостей Нью-эйдж, псевдонауки и старомодного шарлатанства».
Ричард Роулинс изжурнала The Skeptical Intelligencer написал: «Это не сухая автобиография, а убедительный рассказ о том, как искатель истины сражается с тёмными силами неразумия и корысти… Книга Эрнста — свидетельство решимости и честности… Этот тонкий том заслуживает места на книжной полке каждого учёного и политика, интересующегося вопросами здравоохранения, каждого практикующего врача и каждого химика с совестью».
Королевский адвокат Ян Фрекелтон из Journal of Law and Medicine написал: «Книга Эрнста „Учёный в стране чудес“ написана увлекательно и, как и его профессиональная жизнь, непросто. Некоторые из них являются неприкрытой диатрибой. Многие сочтут отношение автора оскорбительным. Другие будут считать Эрнста героем и мучеником доказательной медицины, основанной на научной строгости… Это увлекательный и личный рассказ о жизни влиятельной фигуры в страстном и противоречивом современном конфликте между традиционной и альтернативной медициной… Его стоит прочитать».